# Born Rocker Tour
Albums par Johnny Hallyday
L'Attente
(2012) Rester vivant
(2014)
Lives par Johnny Hallyday
On Stage (album de Johnny Hallyday)
(2013) Johnny Hallyday Rester Vivant Tour
(2016)
Singles
1. Un jour l'amour te trouvera
Sortie : 1er novembre 2013

Born Rocker Tour est le 28e album live – le 5e chez Warner – de Johnny Hallyday. Il sort le 25 novembre 2013.

## Histoire
Le titre de l'album est identique au nom de la tournée, comprenant quatorze dates en France, que Johnny Hallyday effectue en juin 2013.
Hallyday se produit notamment durant trois soir à Bercy. Après la seconde représentation à Bercy, le 15 juin (le jour de ses 70 ans), retransmise en direct sur TF1, le chanteur enchaine un second concert au Théâtre de Paris, avec un récital différent, beaucoup plus rock que le précédent. Sur plusieurs morceaux, il est accompagné à la guitare et en duo par Brian Setzer.
Le 24 avril 2014, Johnny reprend le Born Rocker Tour, cette fois aux États-Unis et au Canada, pour une tournée qui, jusqu'au 15 mai, le conduit à Los Angeles, San Francisco, Trois Rivières, Québec, Toronto, Montréal, New York, Washington, Boston, Miami Beach, New Orleans, Houston et Dallas. Le tour de chant est proche de celui donné au Théâtre de Paris.

## Autour de l'album
Le 25 novembre 2013, l'album sort sous les formats suivants
- Double 30 cm 45 tours Born Rocker Tour : Théâtre de Paris / Warner Music 2564636825 / 14 titres[8],[9].
- Édition Collector 2 DVD - 3 CD - Born Rocker Tour : Bercy / Warner Music Ref. 2564637363 / 28 titres + 6 titres bonus  (Rock'n'roll man – Réclamations – 37e étage – Hi-heel sneakers (extraits live au Théâtre de Paris) / Un jour l'amour te trouvera – Quatre murs)[10].
- Blu-Ray Born Rocker Tour / Warner Music 2564637368 / 28 titres (Bercy).
- 2 DVD + CD Born Rocker Tour / Warner Music 2564637367 / 28 titres (concert à Bercy) + 2 titres bonus  (Un jour l'amour te trouvera – Quatre murs)[11].
- Édition De Luxe – 3 DVD + 3 CD - Born Rocker Tour : Bercy et Théâtre de Paris / Warner Music 2564637365 / 28 titres (Bercy) + 15 (Théâtre de Paris) + 2 titres bonus  (Un jour l'amour te trouvera – Quatre murs)[12].
- Édition Spéciale Carrefour – 3CD + 2 DVD + 1 CD single A better man (version du titre L'attente en anglais)[13] / Warner Music 25646337363 / 28 titres (Bercy) + 15 titres (Théâtre de Paris) + 3 titres bonus  (Un jour l'amour te trouvera – Quatre murs[10] - A Better Man).

Le 14 avril 2014 sort également
- Born Rocker Tour Coffret de 5 LP : Bercy le 15.6.2013 (3 LP) + Théâtre de Paris dans la nuit du 15 au 16 juin (2 LP) / Ref. Warner Music 2564632434[15],[16].
- Born Rocker Tour CD + DVD : Concert au Théâtre de Paris / Ref. Warner Music 25646321308[17],[18].

## Titres
- Concert à Bercy :

| 1.  | Que je t'aime                                                          | Gilles Thibaut                         | Jean Renard                                       |  |
| 2.  | Allumer le feu                                                         | Zazie                                  | Pascal Obispo, Pierre Jaconelli                   |  |
| 3.  | Ma gueule                                                              | Gilles Thibaut                         | Philippe Bretonnière                              |  |
| 4.  | Je te promets (avec Amel Bent)                                         | Jean-Jacques Goldman                   | Jean-Jacques Goldman                              |  |
| 5.  | Marie                                                                  | Gérald de Palmas                       | Gérald de Palmas                                  |  |
| 6.  | Deux étrangers (Brave Strangers)                                       | Michel Mallory (adaptation)            | Bob Seger                                         |  |
| 7.  | Diego libre dans sa tête                                               | Michel Berger                          | Michel Berger                                     |  |
| 8.  | Quelque chose de Tennessee                                             | Michel Berger                          | Michel Berger                                     |  |
| 9.  | Sur ma vie (avec Charles Aznavour)                                     | Charles Aznavour                       | Charles Aznavour                                  |  |
| 10. | Entre mes mains                                                        | Gilles Thibaut                         | Jean Renard                                       |  |
| 11. | 20 ans (avec Florent Pagny)                                            | Miossec                                | David Ford                                        |  |
| 12. | Gabrielle (The King Is Dead)                                           | Long Chris, Patrick Larue (adaptation) | Tony Cole (musician) (en)                         |  |
| 13. | I Who Have Nothing (avec Sy Smith (en))                                | Jerry Leiber et Mike Stoller           | Carlo Donida                                      |  |
| 14. | Qu'est-ce que tu croyais (Rock'n'Roll Dancing)                         | Georges Terme (adaptation)             | Steve Beckmeier, Fred Beckmeier                   |  |
| 15. | Retiens la nuit                                                        | Charles Aznavour                       | Georges Garvarentz                                |  |
| 16. | Joue pas de rock'n'roll pour moi (Don't Play Your Rock 'n' Roll to Me) | Long Chris (adaptation)                | Michel Donald Chapman, Nicolas Barry Chinn        |  |
| 17. | I'm Gonna Sit Right Down and Cry (Over You)                            | Biggs Howards                          | Joe Thomas                                        |  |
| 18. | Laisse les filles                                                      | Jil et Jan                             | Johnny Hallyday                                   |  |
| 19. | Si j'étais un charpentier (If I Were A Carpenter)                      | Long Chris (adaptation)                | Tim Hardin                                        |  |
| 20. | Tes tendres années (Tender Years)                                      | Ralph Bernet (adaptation)              | Darrel Edwards                                    |  |
| 21. | Sang pour sang (avec David Hallyday)                                   | Éric Chemouny                          | David Hallyday                                    |  |
| 22. | Fils de personne (avec Yarol Poupaud et David Hallyday à la batterie)  | Philippe Labro (adaptation)            | John Fogerty                                      |  |
| 23. | L'amour à mort                                                         | Miossec                                | Andres Karlegard, Marteen Karlegard, Mats Rubarth |  |
| 24. | La musique que j'aime (avec Eddy Mitchell)                             | Michel Mallory                         | Johnny Hallyday                                   |  |
| 25. | Si tu pars                                                             | Yanne                                  | Yanne                                             |  |
| 26. | L'Envie                                                                | Jean-Jacques Goldman                   | Jean-Jacques Goldman                              |  |
| 27. | L'Attente                                                              | Miossec                                | Daran                                             |  |
| 28. | Quand on n'a que l'amour                                               | Jacques Brel                           | Jacques Brel                                      |  |

- Titres bonus, inédits studios :

| 1. | Un jour l'amour te trouvera                  | Pierre Jouishomme       | Rémi Lacroix   |  |
| 2. | Quatre murs                                  | Mike Ibrahim            | John Mamann    |  |
| 3. | A Better Man (version anglaise de L'Attente) | David Ford (adaptation) | Daran, Miossec |  |

- Concert au Théâtre de Paris, (15 juin 2013) :

| 1.  | Rock'n'roll man                                                    | Michel Mallory                              | Tommy Brown                            |  |
| 2.  | La Terre promise (Promised Land)                                   | Michel Mallory (adaptation)                 | Chuck Berry                            |  |
| 3.  | Le Pénitencier (The House of the Rising Sun)                       | Hugues Aufray, Vline Buggy (adaptation)     | Alan Price                             |  |
| 4.  | Né dans le Bayou (Born on the Bayou)                               | Jean Fauque (adaptation)                    | John Fogerty                           |  |
| 5.  | Réclamations                                                       | Gilles Thibaut                              | Steve Marriott, Ronnie Lane            |  |
| 6.  | Nashville Blues (avec Brian Setzer à la guitare) (Nashville Blues) | Pierre Billon, Johnny Hallyday (adaptation) | Felice Bryant, Boudleaux Bryant        |  |
| 7.  | Blue Suede Shoes (en duo avec Brian Setzer)                        | Carl Perkins                                | Carl Perkins                           |  |
| 8.  | Be-Bop-A-Lula (en duo avec Brian Setzer)                           | Tex Davis                                   | Gene Vincent                           |  |
| 9.  | Lawdy Miss Clawdy (en duo avec Brian Setzer)                       | Lloyd Price                                 | Lloyd Price                            |  |
| 10. | 37e étage-Twenty Flight Rock (en duo avec Brian Setzer)            | Long Chris (adaptation)                     | Ned Fairchild (en), Eddie Cochran      |  |
| 11. | Hi-Heel Sneakers (en duo avec Brian Setzer)                        | Robert Higginbotham                         | Robert Higginbotham                    |  |
| 12. | Voyage au pays des vivants                                         | Long Chris                                  | Tommy Brown, Mick Jones                |  |
| 13. | Le bon temps du rock and roll (Old Time Rock and Roll)             | Michel Mallory (adaptation)                 | Georges Jackson, Thomas Earl Jones III |  |
| 14. | That's All Right Mama (en duo avec Brian Setzer)                   | Arthur Crudup                               | Arthur Crudup                          |  |
| 15. | Dead or Alive (avec Brian Setzer à la guitare)                     | Lonnie Donegan                              | Woody Guthrie                          |  |

## Musiciens
- À Bercy :

Direction musicale : Yarol Poupaud
Orchestration symphonique : Yvan Cassar
- Batterie, percussions : Geoff Dugmore (en)
- Basse : Fred Jimenez
- Guitare : Robin Le Mesurier, Yarol Poupaud (+ mandoline)
- Harmonica, Chœurs : Greg "Zlap" Szlapczynski
- Piano, Claviers : Alain Lanty
- Orgue : Frédéric Scamps
- Chœurs : Carmel Hélène Gaddis, Briana Lee, Sy Smith (en)
- Cuivres The Vine Street Horns :
- Arrangements des cuivres + Trompette : Harry Kim
- Saxophone baryton et trompette : Charlie Peterson
- Saxophone alto et ténor : Georges Shelby
- Trombone : Andrew Lippman

Orchestre symphonique :
Chef d'orchestre : Yvan Cassar
- Au Théâtre de Paris :
- Direction musicale : Yarol Poupaud

- Guitare et chant : Brian Setzer (participation)
- Guitare : Robin Le Mesurier
- Guitare : Yarol Poupaud
- Piano : Alain Lanty
- Batterie : Geoff Dugmore (en)
- Clavier : Frédéric Scamps
- Basse, Contrebasse : Fred Jimenez
- Harmonica : Greg Zlap
- Choristes : Carmel Hélène Gaddis, Briana Lee, Sy Smith